# Vittorio Corbo
Vittorio Corbo Lioi (Iquique, 22 de marzo de 1943) es un economista, académico, investigador y consultor chileno, expresidente del Banco Central de su país entre 2003 y 2007.

## Biografía
Hijo de Gerardo Corbo, un inmigrante italiano asentado en el norte del país cuando tenía solo 25 años, y de María Lioi, hija de itálicos, tiene cuatro hermanos, todos mayores: Canio, ingeniero civil, Mario, economista, Angella profesora de física y matemáticas, e Ítalo, ingeniero civil.
Siguiendo la tradición familiar, intentó ingresar a la Pontificia Universidad Católica (PUC) a estudiar ingeniería comercial, pero no fue aceptado, por lo que optó por entrar a pedagogía en matemáticas. Tras ello fue la Universidad de Chile la casa de estudios que lo acogió como estudiante en ingeniería comercial (1961-1966). En ella conocería a su mentor, Eduardo García D'Acuña, el primer chileno que completó un doctorado en economía en el Instituto Tecnológico de Massachusetts (MIT) de los Estados Unidos.
En sus últimos semestres de universidad trabajó en Odeplan asesorando a García D'Acuña. En julio de 1967 se graduó con honores, se casó con Verónica Urzúa (compañera de universidad) y partió al mismo MIT, entidad a la que estuvo ligada por cerca de cuatro años, tiempo que le demandó obtener su doctorado en economía y, después, un posdoctorado.
En esos años compartió con destacados economistas y algunos Premio Nobel como Robert Solow, Franco Modigliani y Paul Samuelson. También tejió su red de amistades con varios compañeros, entre ellos, Stanley Fischer (luego director gerente del Fondo Monetario Internacional) y Tommaso Padoa-Schioppa (ministro de Hacienda de Italia). El MIT mantenía en ese tiempo un prestigioso equipo de investigación en econometría, una rama de la economía que recién se comenzaba a explorar y que sería más adelante la verdadera pasión de Corbo en su faceta académica.
En 1972 viajó a Canadá como profesor asistente de la Universidad Concordia de Montreal, donde llegaría a ser full professor de economía y director de su Instituto de Economía Aplicada, así como asesor del Gobierno de ese país.
A fines del años '70 tomó permiso sin goce de sueldo en la Universidad Concordia para volver a Chile, desempeñándose como profesor visitante de la Universidad de Chile. En marzo de 1981 renunció a la entidad norteamericana y se incorporó a la PUC. En forma paralela realizó una carrera como consultor de empresas y gobiernos, además de dictar charlas y conferencias por todo el mundo.
En 1982 se convirtió en asesor del ministro de Hacienda Rolf Luders, en medio de una severa crisis económica. Tras ello se desempeñó como consultor de numerosas organizaciones económicas internacionales, destacando su trabajo en el Banco Mundial como sénior adviser del director del Departamento de Investigaciones Económicas y director de la División de Ajuste Macroeconómico y Crecimiento (1984-1991).
En años más recientes fue consultor del Banco Interamericano de Desarrollo y del Fondo Monetario Internacional. También fue asesor económico del Grupo Santander-Chile (1991-2003), de Universia-Chile (2000-2003) y miembro del Consejo Directivo del Global Development Network (1999-2003).
Entre sus asesorías puede contarse la mayoría de las naciones latinoamericanas durante los años '90 y 2000. La Nicaragua de Violeta Chamorro; El Salvador, Perú y Bolivia, entre muchos otros.
Fue sénior research fellow del Centro de Investigaciones sobre Desarrollo Económico y Reformas de Políticas de la Universidad de Stanford, California (verano de 1999) y del Departamento de Investigaciones del Fondo Monetario Internacional (verano de 2000 y 2003).
Ocupó la presidencia del Banco Central de Chile entre 2003 y 2007 por encargo del presidente Ricardo Lagos.
En 2011 fue nombrado miembro del Consejo Consultivo sobre política monetaria y cambiaria del Fondo Monetario Internacional (FMI). A mediados de ese mismo año se convirtió en el primer lationamericano en ser designado integrante del consejo directivo del español Banco Santander.
En abril de 2014 asumió la presidencia del directorio del Banco Santander Chile.
Actualmente se desempeña también como investigador sénior en el Centro de Estudios Públicos (CEP).
Su descendencia la componen Marcello (ingeniero comercial de Georgetown y MBA en el MIT) y Ximena (ingeniera comercial de la UC).
Durante el segundo gobierno de Sebastián Piñera en 2018, fue miembro del programa "Acuerdo Nacional de Desarrollo Integral".

## Pensamiento económico
Respecto a la crisis financiera asiática de fines de los '90, Corbo estima que su principal lección es la importancia de "mantener un sistema de asignación de recursos de inversión basado en criterios de mercado y un sistema financiero bien supervisado y regulado, donde se controlen prácticas de créditos dirigidos y relacionados". Desde su punto de vista, "la alternativa de cerrarse al resto del mundo es muy costosa e impracticable como para considerarse seriamente".
En cuanto al ahorro, en el marco de la misma crisis recordó que la literatura sobre el tema ha concluido que su aumento y la implementación de políticas económicas que promuevan un crecimiento sostenido "son la mejor receta, tanto para aumentar el crecimiento, como para lograr también mayores tasas de ahorro, y, de esta forma, sostener las altas tasas de crecimiento".
Asimismo, ha dicho creer que es "erróneo" pensar que los impuestos altos son buenos por el solo hecho de que le quitan a los más ricos para darles a los más pobres. "Hay una profesión que se llama finanzas públicas, donde se ha estudiado esta materia por años y se ha llegado a la conclusión de que la forma más efectiva de redistribuir es a través del gasto". "Si se quiere seguir avanzando en mejorar la situación de los más pobres, lo que se debe hacer es facilitar el crecimiento y que lo que gasta el estado lo concentre en los más pobres", puntualizó en 1996.